# Rémalard
Rémalard är en kommun i departementet Orne i regionen Normandie i nordvästra Frankrike. Kommunen ligger i kantonen Rémalard som tillhör arrondissementet Mortagne-au-Perche. År 2013 hade Rémalard 1 212 invånare.

## Befolkningsutveckling
Antalet invånare i kommunen Rémalard
| Referens: INSEE |